# Aliados
Aliados é o termo usado academicamente para designar determinados grupos de indivíduos, associações ou regiões, que se unem em aliança, por vezes contra um inimigo ou oponente, no caso de uma disputa. Atualmente, o termo é utilizado comummente, inclusive por historiadores, para se referir aos países que se aliaram com os Estados Unidos e Reino Unido, na Primeira e Segunda Guerra Mundial, contra a Alemanha e os países que a ela haviam se aliado.

## Primeira Guerra Mundial
Na Primeira Guerra Mundial, o Império Britânico, a França e o Império Russo, formavam a Tríplice Entente e, sob a liderança dos franceses, lutaram contra a Tríplice Aliança (Império Alemão, Império Austro-Húngaro e Império Otomano).
No início da guerra (1914) a Itália era aliada dos impérios centrais na Tríplice Aliança, mas, considerando que a aliança tinha carácter defensivo (e a guerra havia sido declarada pela Áustria) e a Itália não havia sido preventivamente consultada sobre a declaração de guerra, o governo italiano afirmou não sentir vinculado à aliança e que, portanto, permaneceria neutro. Mais tarde, as pressões diplomáticas do Reino Unido e da França a fizeram firmar em 26 de abril de 1915 um pacto secreto contra o aliado austríaco, chamado Pacto de Londres, no qual a Itália se empenharia a entrar em guerra em um mês em troca de algumas conquistas territoriais que obtivesse ao fim da guerra: o Trentino, o Tirol, Trieste, Gorizia, Ístria (com exceção da cidade de Fiume), parte da Dalmácia, um protetorado sobre a Albânia, sobre algumas ilhas do Dodecaneso e alguns territórios do Império Turco, além de uma expansão das colônias africanas, às custas da Alemanha (a Itália já possuía na África a Líbia, a Somália e a Eritreia). O não-cumprimento das promessas feitas à Itália foi um dos fatores que a levaram a aliar-se ao Eixo na Segunda Guerra Mundial.
Em 1917, a Rússia abandonou a guerra em razão do início da revolução. No mesmo ano, os Estados Unidos, que até então só participavam da guerra como fornecedores, ao ver os seus investimentos em perigo, entram militarmente no conflito.

## Segunda Guerra Mundial
Os países participantes da Tríplice Entente na Primeira Guerra Mundial foram depois basicamente os mesmos Aliados da Segunda Guerra Mundial, inicialmente liderados pela França e pelo Reino Unido. Em 1941, os E.U.A entram na guerra como Aliado, após o ataque japonês a Pearl Harbor, enquanto o Brasil, em agosto de 1942, após o afundamento de navios de sua marinha mercante por submarinos alemães e italianos. Antes, em junho de 1941, a União Soviética havia se juntado aos Aliados, logo após o ataque alemão, que marcou a quebra do pacto nazi-soviético.
Imensamente castigada com terríveis baixas (estima-se cerca de 20 milhões de seres humanos) e não obstante as diferenças ideológicas que possuía com os Estados Unidos e o Reino Unido, a URSS desempenhou papel decisivo na vitória aliada sobre a Alemanha Nazista.